# Таос (язык)
Таос (Taos) — диалект языка северный тива, на котором говорит народ таос, который проживает в статистически обособленной местности Таос штата Нью-Мексико в США.
Исследуя язык в 1930—1940-х годах, Г. Трейджер не обнаружил в нём диалектов.

## Генеалогические связи
Таос принадлежит северной подгруппе ветви тива кайова-таноанской языковой семьи. Он тесно связан и до сих пор имеет взаимопонятность с диалектом пикурис (местность Пикурис) и находится в более отдалённом родстве с языком южный тива (на последнем говорят в местностях Ислета и Тандия).